# Falling Skies
Falling Skies is een Amerikaanse sciencefictionserie. 
De serie ging op 19 juni 2011 in première op het Amerikaanse TNT. Na vijf seizoenen en in totaal 52 afleveringen werd op 30 augustus 2015 de laatste aflevering uitgezonden. Falling Skies werd in zowel 2012 als 2013 genomineerd voor een Emmy Award voor de special effects.

## Verhaal
Het is zes maanden nadat alle groten steden op aarde zijn verwoest en negentig procent van de mensheid is gedood tijdens een buitenaardse invasie. Een groep overlevers onder aanvoering van voormalig militair Dan Weaver en geschiedenisleraar Tom Mason probeert zich in deze nieuwe realiteit te redden.

## Rolverdeling
Hoofdrolspelers:
- Noah Wyle als Tom Mason
- Connor Jessup als Ben Mason
- Drew Roy als Hal Mason
- Maxim Knight als Matt Mason
- Will Patton als Captain Dan Weaver
- Moon Bloodgood als Anne Glass
- Sarah Carter als Margaret
- Colin Cunningham als John Pope
- Peter Shinkoda als Dai
- Mpho Koaho als Anthony
- Seychelle Gabriel als Lourdes
- Jessy Schram als Karen Nadler